# 北五個荘村
北五個荘村（きたごかしょうむら）は、滋賀県神崎郡にあった村。現在の東近江市の北西部、愛知川左岸、近江鉄道本線・五箇荘駅の周辺にあたる。役場は宮荘に置かれた。

## 地理
- 山岳：和田山
- 河川：愛知川、大同川、宮荘川

## 歴史
- 1889年（明治22年）4月1日 - 町村制の施行により、竜田村・小幡村・中村・簗瀬村・和田村・河曲村・宮荘村の区域をもって発足。
- 1955年（昭和30年）1月1日 - 旭村・南五個荘村および蒲生郡安土町の一部（大字清水鼻）と合併して神崎郡五個荘町が発足。同日北五個荘村廃止。

## 村長
- 藤井善助

## 交通

### 鉄道路線
- 近江鉄道
  - 本線
    - 五箇荘駅

現在は旧村域を東海道新幹線が通過するが、当時は未開通。

### 道路
- 国道8号